# Rheinquellhorn
Rheinquellhorn är en bergstopp i Schweiz.   Den ligger i distriktet Blenio och kantonen Ticino, i den sydöstra delen av landet, 130 km öster om huvudstaden Bern. Toppen på Rheinquellhorn är 3 200 meter över havet, eller 52 meter över den omgivande terrängen. Bredden vid basen är 0,52 km.
Terrängen runt Rheinquellhorn är huvudsakligen mycket bergig. Närmaste större samhälle är Biasca, 15,6 km sydväst om Rheinquellhorn. 
Trakten runt Rheinquellhorn består i huvudsak av gräsmarker. Runt Rheinquellhorn är det mycket glesbefolkat, med 5 invånare per kvadratkilometer.